# Bruno Pereira
Bruno da Cunha Araújo Pereira (Recife, 15 de agosto de 1980 – Atalaia do Norte, 5 de junho de 2022) foi um indigenista brasileiro e servidor de carreira da Fundação Nacional do Índio (Funai).
Considerado um dos maiores especialistas em indígenas isolados do país, foi assassinado junto com o jornalista britânico Dom Phillips em junho de 2022.

## Infância e educação
Bruno nasceu no Recife e tinha dois irmãos. Era filho de um casal de paraibanos que veio morar na capital pernambucana.
Foi aluno do antigo colégio Contato, onde se formou no ensino médio em 1998, na unidade do bairro de Boa Viagem, na Zona Sul do Recife. Bruno começou a estudar jornalismo na Universidade Federal de Pernambuco (UFPE) em 2000, mas deixou o curso em 2003.

## Carreira
Depois de desistir da faculdade, trabalhou por um período no Instituto Nacional do Seguro Social (INSS) no Recife. Após conseguir um trabalho no programa ambiental da Usina Hidrelétrica de Balbina, na Amazônia, onde trabalhou até ser aprovado em um concurso da Fundação Nacional do Índio (Funai), quando escolheu ir para o Vale do Javari.
Em 2018, Pereira se tornou o coordenador-geral de Índios Isolados e de Recém Contatados da Funai, quando chefiou uma das maiores expedições para contato com índios isolados já feita no país.
Após pressão de setores ruralistas ligados ao Governo Jair Bolsonaro, foi exonerado do cargo em outubro de 2018 pelo então secretário executivo de Sergio Moro no Ministério da Justiça, Luiz Pontel. De acordo com entidades indígenas, Bruno era constantemente ameaçado por garimpeiros, madeireiros e pescadores.
Bruno também coordenou um projeto para equipar indígenas visando à defesa de seu território, por meio de drones, computadores e treinamento. Afirmava que os invasores se sentiam mais à vontade em decorrência da permissividade do poder público, tendo a vigilância passado por um processo de enfraquecimento contínuo. Ele foi um dos principais nomes por trás do documentário A Invenção do Outro (2022), que segue o contato com os corubos.

## Vida pessoal
Bruno era casado com a antropóloga Beatriz Matos, com quem teve dois filhos, Pedro Uaqui e Luís Vissá. Também teve um terceiro filho, fruto de outro relacionamento. Era torcedor do Sport Club do Recife.

## Assassinato
Bruno e Dom visitaram o Lago do Jaburu, uma localidade próxima da Base de Vigilância da Fundação Nacional do Índio (Funai) no rio Ituí, para entrevistar indígenas e ribeirinhos para um livro sobre a Amazônia. Mais tarde, com a expedição praticamente concluída, eles se deslocaram para a comunidade São Rafael, onde fariam uma reunião com um pescador local.
O crime ocorreu no trajeto entre a comunidade e o município de Atalaia do Norte. Após 10 dias de buscas, um dos suspeitos presos pela Polícia Federal (PF) confessou o envolvimento nos assassinatos e indicou a localização dos corpos. Os restos mortais encontrados foram levados a Brasília, periciados e confirmados como pertencentes a Bruno Pereira e Dom Phillips.